# Prituľany
Prituľany (em húngaro: Hegyvég) é um município da Eslováquia, situado no distrito de Humenné, na região de Prešov. Tem 6,48 km² de área e sua população em 2018 foi estimada em 48 habitantes.

## Demografia
| Ano:        | 1994 | 2004    | 2014    | 2024    |
| ----------- | ---- | ------- | ------- | ------- |
| Broj ljudi: | 86   | 66      | 54      | 37      |
| Razlika:    |      | -23,25% | -18,18% | -31,48% |

| Ano:               | 2023 | 2024   |
| ------------------ | ---- | ------ |
| Número de pessoas: | 35   | 37     |
| Diferença:         |      | +5,71% |